# Джорджтаун (округ Флойд, Індіана)
Джорджтаун (англ. Georgetown) — місто (англ. town) в США, в окрузі Флойд штату Індіана. Населення — 3805 осіб (2020).

## Географія
Джорджтаун розташований за координатами 38°17′56″ пн. ш. 85°57′47″ зх. д. / 38.29889° пн. ш. 85.96306° зх. д. (38.298791, -85.963053).  За даними Бюро перепису населення США в 2010 році місто мало площу 5,35 км², з яких 5,31 км² — суходіл та 0,05 км² — водойми.

## Демографія
Згідно з переписом 2010 року, у місті мешкало 2876 осіб у 1088 домогосподарствах у складі 814 родин. Густота населення становила 537 осіб/км².  Було 1166 помешкань (218/км²).
Расовий склад населення:
| - 97,3 % — білих - 0,6 % — азіатів - 0,3 % — корінних американців - 0,3 % — чорних або афроамериканців |

До двох чи більше рас належало 1,1 %. Частка іспаномовних становила 1,9 % від усіх жителів.
За віковим діапазоном населення розподілялося таким чином: 27,7 % — особи молодші 18 років, 63,3 % — особи у віці 18—64 років, 9,0 % — особи у віці 65 років та старші. Медіана віку мешканця становила 35,4 року. На 100 осіб жіночої статі у місті припадало 93,4 чоловіків;  на 100 жінок у віці від 18 років та старших — 88,8 чоловіків також старших 18 років.
Середній дохід на одне домашнє господарство  становив 85 117 доларів США (медіана — 69 167), а середній дохід на одну сім'ю — 86 169 доларів (медіана — 77 422). Медіана доходів становила 59 007 доларів для чоловіків та 42 868 доларів для жінок. За межею бідності перебувало 2,5 % осіб, у тому числі 3,6 % дітей у віці до 18 років та 1,8 % осіб у віці 65 років та старших.
Цивільне працевлаштоване населення становило 1533 особи. Основні галузі зайнятості: освіта, охорона здоров'я та соціальна допомога — 26,4 %, виробництво — 14,9 %, транспорт — 11,0 %, роздрібна торгівля — 10,6 %.